# Somone
Somone ist eine städtische Gemeinde (commune) im Département Mbour der Region Thiès, gelegen im zentralen Westen Senegals. Sie verfügt über eine touristische Infrastruktur als Seebad.

## Geographische Lage
Die Gemeinde Somone liegt als Seebad mit drei Kilometer Küstenlänge an der Petite-Côte. Die Ortsmitte liegt 46 Kilometer südöstlich von Dakar und 13 Kilometer nordwestlich der Départementspräfektur Mbour. Das Gemeindegebiet hat eine Fläche von 5,362 km². Es grenzt im Norden an den über eine Lagune in den Ozean mündenden Fluss Somone. Benachbarte Kommunen sind im Uhrzeigersinn im Norden und Osten Sindia mit dem Seebad Guérero und im Südosten das Seebad im Ngaparou.

## Geschichte
Im Jahr 2008 wurde Somone aus der communauté rurale de Sindia herausgelöst und erhielt per Dekret den Status einer städtischen Gemeinde (commune).

## Bevölkerung
Die letzten Volkszählungen ergaben jeweils folgende Einwohnerzahlen:
| Jahr | Einwohner |
| ---- | --------- |
| 2002 | …         |
| 2013 | 5.448     |
| 2023 | 8.762     |

## Verkehr
Die Gemeinde Somone wird nicht von dem Fernstraßennetz Senegals erschlossen. Von der N 1 zweigt in Nguékhokh eine 10,7 Kilometer lange asphaltierte Stichstraße Richtung Somone nach Südwesten ab, die Route de Ngaparou; von diesem Ort führt sie der Küste entlang weiter nach Somone. Ebenso weit fährt man über die Route de Ngaparou von der Gemeinde bis zur Anschlussstelle 15 Nguékhokh der parallel zur N1 geführten mautpflichtigen Autoroute 1.
Über den in Diass 22 Kilometer entfernt gelegenen Flughafen Dakar-Blaise Diagne ist Somone an das internationale Luftverkehrsnetz angeschlossen.